# Rådene församling
Rådene församling var en församling i Skara stift och i Skövde kommun. Församlingen uppgick 1992 i Sjogerstad-Rådene församling.

## Administrativ historik
Församlingen har medeltida ursprung. 
Församlingen utgjorde troligen tidigt ett eget pastorat för att därefter vara moderförsamling i pastoratet Rådene och Häggum Från omkring 1500 till 1962 annexförsamling i pastoratet Sjogerstad och Rådene som före 1551 även omfattade Regumatorps församling och Häggums församling före 1594 och efter 1 maj 1922. Från 1962 till 1992 annexförsamling i pastoratet Norra Kyrketorp, Hagelberg, Sjogerstad, Rådene och Häggum. Församlingen uppgick 1992 i Sjogerstad-Rådene församling.

## Kyrkobyggnader
Den medeltida Rådene kyrka raserades 1866 då den med Sjogerstads församling gemensamma Sjogerstads kyrka började uppföras som sedan även användes av denna församling. Av den gamla kyrkplatsen återstår idag endast en ödekyrkogård som avgränsas av en stenmur med en klockstapel och en minnessten samt en runristad gravsten. 